# 劉端 (明朝)
劉端（?—?），明朝政治人物，建文帝時期大臣，任大理寺丞，靖難之役時，與中書舍人何申等棄官逃去。後為朝廷逮獲，明成祖問他方孝孺何人，劉端說：“忠臣也”，朱棣又問為什麼不跟他一起死，劉端說：“存身以圖報耳！”朱棣大怒，將他耳、鼻割去，問他“作如此面目，還成人否？”刘端骂道：“我犹有忠臣孝子面目，九泉之下也有面目去见皇祖！”朱棣親手用棍棒將劉端打死。